# 紀元前70年代
紀元前70年代（きげんぜんななじゅうねんだい）は、西暦による紀元前79年から紀元前70年までの10年間を指す十年紀。

## できごと
- 紀元前73年-紀元前71年 - スパルタクスが奴隷を率いて共和政ローマに対して反乱を起こした。彼の軍は最終的に敗北し、スパルタクスは戦いの中でマルクス・リキニウス・クラッススに殺害された。